# Hubert Fröhlich
Hubert Fröhlich (* 23. Oktober 1928; † 22. Juli 2005 in Herrsching am Ammersee) war ein deutscher Spielfilm-Produktionsleiter.

## Leben und Werk
Für den Antikriegsfilm Gesprengte Ketten (1962) hatte Hubert Fröhlich die deutsche Produktionsleitung. Hier arbeitete er besonders eng mit Robert Relyea zusammen und konnte den reibungslosen Ablauf an den deutschen Drehorten gewährleisten. Fröhlich ist vor allem für seine Produktionsleitung der sechsten James-Bond-Verfilmung Im Geheimdienst Ihrer Majestät bekannt, die er 1968 in die Schweiz holte. Von den Filmproduzenten Albert R. Broccoli und Harry Saltzman wurde er im Januar 1968 damit beauftragt, einen geeigneten Drehort für den Bond-Streifen zu finden, der eine Seilbahn mit einer freistehenden Bergstation haben sollte. Die Außenaufnahmen für die in der Schweiz spielenden Szenen fanden auf dem Berg Schilthorn (mit dem noch im Bau befindlichen Gipfelrestaurant „Piz Gloria“) und den Städten Lauterbrunnen, Mürren und Grindelwald statt.
In den 1960er-Jahren arbeitete Fröhlich auch als Produktionsleiter für deutsche Jerry-Cotton-Filme. 1970 wurde Hubert Fröhlich erneut von Robert Relyea als Produktionsleiter engagiert. Diesmal für den Steve McQueen Film "Le Mans".
Einem Drehort von "Im Geheimdienst Ihrer Majestät", nämlich Mürren in der Schweiz, blieb Hubert Fröhlich eng verbunden. Der Ort wurde seine zweite Heimat. Nach einer schweren Krebserkrankung starb Hubert Fröhlich in Mürren. Sein Grab befindet sich auf dem Friedhof von Lauterbrunnen/Schweiz und wird von einigen Fans bis heute gepflegt.

## Zitate
„Manchmal war es fast militärisch, doch für einen reibungslosen Ablauf musste dies so sein. Ich lernte, wie wichtig detailliertes Planen ist.“